# ديفيد ستيرن (موسيقي)
ديفيد ستيرن (بالإنجليزية: David Stern)‏ هو موزع وموسيقي أمريكي، ولد في 21 مايو 1963 في نيويورك في الولايات المتحدة.

## وصلات خارجية
- الموقع الرسمي
- ديفيد ستيرن على موقع ميوزك برينز (الإنجليزية)
- ديفيد ستيرن على موقع ديسكوغز (الإنجليزية)